# Helena Takalo
Anni Helena Takalo, född 28 oktober 1947 i Nivala, är en finländsk tidigare längdskidåkare som tävlade under 1970- och 1980-talen. Takalo har fem medaljer från tre olympiska spel: Sapporo 1972, Innsbruck 1976 och Lake Placid 1980. Hon tilldelades Holmenkollenmedaljen 1977.